# Goła (województwo opolskie)
Goła (niem. Gohle)– wieś w Polsce położona w województwie opolskim, w powiecie oleskim, w gminie Gorzów Śląski.
W latach 1975–1998 miejscowość należała administracyjnie do województwa częstochowskiego.
| SIMC    | Nazwa        | Rodzaj     |
| ------- | ------------ | ---------- |
| 0131825 | Karłowice    | przysiółek |
| 0998458 | Kolonia Gola | część wsi  |
| 0131831 | Przymiarki   | przysiółek |
| 0131848 | Przytoczna   | przysiółek |

## Zabytki
Do wojewódzkiego rejestru zabytków wpisany jest:
- kościół fil. pw. św. Mikołaja, drewniany, zbudowany w XVII/XVIII w. na miejscu starszej świątyni znanej od 1353r. Dwa barokowe ołtarze boczne z XVII w. i ołtarz główny barokowy z XVIII w. W dzwonnicy dzwon z 1684 r. odlany w ludwisarni we Wrocławiu.